# Vai gorilla
Vai gorilla è un film poliziesco del 1975 diretto da Tonino Valerii.
La trama si rifà ai frequenti episodi di sequestro di persona che caratterizzavano la cronaca nera del periodo.

## Trama
L'ex stuntman Marco Sartori, in cerca di un lavoro, per farsi assumere come guardia del corpo dell'ingegnere Gaetano Sampioni, ricco costruttore edile, inscena con l'aiuto dell'amico Ciro un finto sequestro di persona ai danni dell'ingegnere, che poi sventa egli stesso. Il piano funziona: ma i due mal si sopportano a causa del carattere intransigente dell'ingegnere e dell'orgoglio di Marco, costretto a un lavoro che non ama per mantenere una sorella e un fratello, Piero, spesso nei guai per le cattive compagnie che frequenta. Sampioni incarica Marco di sorvegliare la figlia Vera, di ritorno dall'estero. L'ingegnere riceve lettere e telefonate anonime con minacce e richieste di denaro sempre più alte, accompagnate da sabotaggi ai suoi cantieri.
Dopo essere stato sequestrato e malmenato, Marco decide d'indagare per conto proprio assieme a Piero: l'unico indizio è che uno dei delinquenti è un motociclista che usa un fucile di precisione e calza stivali da cowboy e si fa chiamare Berto. Per evitare che Sampioni ceda alle richieste del racket, Marco lo rapisce e lo nasconde in un luogo sicuro e tende una trappola ai ricattatori, nel luogo previsto per la consegna dei soldi, ma l'intervento della polizia ne rovina il piano. Scopre poi che Ciro è colluso con la banda e gli chiede di fargli avere un appuntamento con Berto.
Arrivato in un palazzo abbandonato, si ritrova in trappola, bloccato in un ascensore malfunzionante e senza fondo. Scampa alla morte per un pelo, ma non può salvare Ciro, che viene barbaramente ucciso dai suoi complici. Il racket tenta di rapire Vera, salvata all'ultimo momento da Marco, che decide di liberare Sampioni e raccontare tutto alla polizia. Piero, volendo fare di testa propria, finisce nelle mani di Berto e dei suoi complici: Marco e la polizia arrivano a salvarlo e decimano la banda.
Berto fugge a bordo di un treno, seminando il panico: ma Marco, dopo essere salito sul treno in corsa l'affronta e l'uccide.

## Produzione
Il film fu prodotto da Mario Cecchi Gori. Il copione di Valerii e Massimo De Rita riprende alcune situazioni dal primo film del regista, Per il gusto di uccidere, tra cui il duello finale tra Fabio Testi e Antonio Marsina. La sequenza in cui Testi è intrappolato in un ascensore in un palazzo in demolizione fu girata con il blue screen. «Per realizzare la scena dell'ascensore con il blue back [sic] fu necessario improvvisare, perché in Italia non era mai stato fatto, e le difficoltà furono molte. Dovemmo ricostruire tre piani della scala di un palazzo in demolizione sopra il Colosseo dove girammo “dal vero” e due cabine di ascensore da muovere a mano con funi e contrappesi. La scena costò parecchio e Cecchi Gori me la perdonò solo a risultato finale».
Il film è ricco di scene estremamente violente (un ciclista investito da un treno, le ruote delle moto che passano sopra le gambe di Al Lettieri, i pestaggi ecc.). La commissione censura vietò il film ai 18 anni e Tonino Valerii rifiutò i tagli chiesti da Cecchi Gori per abbassare il divieto. Il film fu comunque un successo di pubblico, con oltre 1 miliardo e 800 milioni di lire dell'epoca d'incasso.
Vai gorilla è una delle ultime interpretazioni dell'attore italoamericano Al Lettieri, che morì per un attacco cardiaco il 18 ottobre 1975, un mese prima dell'uscita del film.

## Distribuzione
Vai gorilla fu distribuito nel circuito cinematografico italiano dalla Cineriz il 14 novembre 1975.

## Accoglienza
Il film riscosse molto successo tra il pubblico, incassando 1.846.285.530 lire dell'epoca.